# Anopheles carteri
Anopheles carteri är en tvåvingeart som beskrevs av Evans och Meillon 1933. Anopheles carteri ingår i släktet Anopheles och familjen stickmyggor. Inga underarter finns listade i Catalogue of Life.